# Klasicismus (hudba)
Období hudebního klasicismu se datuje zhruba mezi lety 1750–1820. Je to éra zejména Wolfganga Amadea Mozarta, Josepha Haydna a Ludwiga van Beethovena. Melodicky a harmonicky se snaží o ucelené a přehledné hudební dílo. Oproti hudbě baroka a následujícího romantismu je klasicismus klidnější směr.
Klasicistický hudební styl vznikl v souvislosti s všeobecnými kulturními a vědeckými proudy v Evropě, byl ovlivněn racionalismem a návratem k antice. Složení orchestrů bylo obohaceno o lesní rohy, trubky, tympány či klarinety. Každý hudební sloh je ovšem vytvářen více nebo méně plynule: zatím co jeden styl doznívá, druhý vzniká. V období klasicismu se prosadily nové, oproti dosavadním hudebním útvarům složitější formy, např. sonátová forma, sonáta, sonatina, smyčcový kvartet atd.
V éře klasicismu bylo zavedeno mnoho norem kompozice, přednesu a stylu. Byla to také doba, kdy se dominantním klávesovým nástrojem stal klavír. Došlo ke standardizaci základních nástrojů potřebných v orchestrech; jejich počet a spektrum se v pozdějších dobách ovšem dále rozšiřovaly. Velký rozvoj zaznamenalo hudební divadlo, především žánr opery, zejména vzrostla popularita opery buffa. Jako zcela nová hudební forma vznikla symfonie. Rozvinula se forma koncertů pro sólové nástroje a orchestr, buď komorní nebo symfonický.
Mezi významné skladatele tohoto období patřili Wolfgang Amadeus Mozart, Ludwig van Beethoven, Joseph Haydn, Christoph Willibald Gluck, Johann Christian Bach, Luigi Boccherini, Carl Philipp Emanuel Bach, Muzio Clementi, Antonio Salieri, Johann Nepomuk Hummel, Carl Maria von Weber a Michail Ivanovič Glinka.
Nejvýznamnějšími skladateli z českých zemí, kteří se do značné míry prosadili a proslavili ve světě, byli Jan Václav Stamic, Jiří Antonín Benda, František Xaver Brixi, Josef Mysliveček, Jan Křtitel Vaňhal, Leopold Koželuh, Jakub Jan Ryba, Florian Leopold Gassmann, Pavel Vranický a Antonín Rejcha.

## Charakteristika a historie
Nový instrumentální sloh upouští zcela od kontrapunktické stavby a oživuje homofonní strukturu svobodnou, melodickou, harmonickou a tematickou prací. Vznikají dokonalé formy instrumentální skladby, které zůstaly v hlavních rysech nedotčeny až do konce 19. století a žijí dodnes. Jejich základem je sonátová forma, která ovládla symfonickou, komorní i koncertní tvorbu. Ačkoli barokní skladatelé psali také sonáty, klasicistní sonátová forma je zcela odlišná. Pomáhali ji vytvářet kromě skladatelů italských (Francesco Conti), vídeňských (Georg Matthias Monn) a českých (Jiří Antonín Benda a František Benda) i synové Johanna Sebastiana Bacha, Carl Philipp Emanuel, Johann Christoph a Johann Christian Bach. Nový styl nevznikl najednou, předcházelo mu období krize dosavadních forem, v nichž se stále více začaly uplatňovat nové prvky a které nazýváme předklasicismem. Ke vzniku nového slohu významnou měrou přispěla tzv. Mannheimská škola, jejímž zakladatelem byl český skladatel a hudební virtuóz Jan Václav Stamic. Ten jako první začal důsledně uplatňovat nový pohled na dynamiku a stavbu cyklické hudební skladby.
Ve vokálně-instrumentální sféře se prosazuje požadavek dramatičnosti a pravdivosti, který nejlépe reprezentuje italská a francouzská opera. V Českých zemích odpovídají tomuto požadavku oblíbené lidové hry se zpěvy, přičemž významné postavení patří v tomto oboru Františku Antonínu Míčovi (uváděn někdy též jako František Václav Míča), dirigentu a skladateli zámeckého souboru v Jaroměřicích nad Rokytnou, kde se jeho první česká komická hudební hra provozovala již roku 1729. Došlo k dalšímu rozvoji opery s regionálními variacemi v Itálii, Francii a německy mluvících zemích. Vzrostla popularita opery buffa, formy komické opery.
Novými či nově pojatými hudebními formami se stávají též reformovaný balet dramatického rázu, který vyjadřuje i tragické náměty (k baletům psali hudbu mnozí skladatelé včetně Mozarta) a melodram, který plně uvedl v život J.A.Benda. Autorem textu prvního melodramu Pygmalion byl Jean Jaques Rousseau, hudbu k němu napsal Horace Coignet. Do církevní hudby a oratorií pronikly operní prvky.
Jedním z nejdůležitějších vývojových skoků, které nám klasická éra přinesla, je rozvoj veřejných koncertů. Komorní hudba byla sice stále živá, ale rozvoj orchestrálních koncertů si vynucoval velká veřejná prostranství. Výsledkem toho byla významná popularizace symfonické hudby, včetně opery a oratorií. Naopak v komorní hudbě se objevily soubory s 8 až 10 účinkujícími na uvádění serenád
Bylo zavedeno mnoho norem kompozice, přednesu a stylu. Byla to také doba, kdy se dominantním klávesovým nástrojem stal klavír. Základní nástroje potřebné v orchestru se ještě více standardizovaly (ačkoli rostl jejich počet s širším spektrem nástrojů vyvinutých v následujících stoletích). V komorní hudbě se objevily soubory s 8 až 10 účinkujícími na uvádění serenád. Jako zcela nová hudební forma vznikla symfonie, koncert se rozvinul vyvinut jako prostředek pro ukázky dovedností virtuózního hraní. V orchestrech již nebylo třeba cembala (které bylo součástí tradičního continua v barokním stylu) a orchestr často vedl první houslista (nyní nazývaný koncertní mistr).

## Hudební nástroje
Klasicistní hudebníci nadále používali mnoho nástrojů z období baroka, jako bylo violoncello, kontrabas, zobcovou flétnu, pozoun, tympány, fortepiano (předchůdce moderního piana) a varhany. Tyto nástroje se pro potřeby orchestru ještě více standardizovaly. Zatímco některé barokní nástroje se přestaly používat (např. theorba a rankett), mnoho barokních nástrojů bylo změněno do podoby, ve které se dodnes používají, jako například barokní housle (které se staly houslemi), barokní hoboj (který se stal hobojem) a barokní trubka, ze které se stala regulární klapková trubka. Během klasicismu byly strunné nástroje používané v orchestru a komorní hudbě, jako jsou smyčcové kvartety, standardizovány na čtyři nástroje, které dodnes tvoří smyčcovou sekci orchestru: housle, violu, violoncello a kontrabas. Byly vyřazeny strunné nástroje z barokní éry, jako např. pražcové, zahnuté violy. Mezi dechové nástroje patřil basetový klarinet, basetový roh, klarinet d'amour, klasický klarinet, chalumeau, flétna, hoboj a fagot. Klávesové nástroje tvořily klavichord a fortepiano, dominantním klávesovým nástrojem se však stal klavír. Zatímco cembalo bylo stále používáno v doprovodném basovém doprovodu v 50. a 60. letech 18. století, na konci století bylo vyřazeno. Žesťové nástroje zahrnovaly buccin, ofiklejdu (náhrada za basový serpent, který byl předchůdcem tuby) a přírodní roh.
Dřevěné nástroje staly propracovanějšími. Zatímco nástroje s dvojitým plátkem, jako je hoboj a fagot, se v baroku částečně standardizovaly, klarinetová rodina jednoplátkových nástrojů se široce nepoužívala, dokud Mozart nerozšířil jejich roli v orchestrálním, komorním a koncertním prostředí.
V orchestrech již nebylo třeba cembala (které bylo součástí tradičního continua v barokním stylu) a orchestr často vedl první houslista (nyní nazývaný koncertní mistr).

## Nejvýznamnější představitelé

### Významní evropští skladatelé
- Christoph Willibald Gluck (1714–1787) – německý skladatel českého původu
- Joseph Haydn (1732–1809) – rakouský skladatel
- Johann Christian Bach (1735–1782) – německý skladatel
- Luigi Boccherini (1743–1805) – italský skladatel
- Domenico Cimarosa (1749–1801) – italský skladatel
- Antonio Salieri (1750–1825) – italský skladatel
- Wolfgang Amadeus Mozart (1756–1791) – rakouský skladatel
- Ludwig van Beethoven (1770–1827) – německý skladatel; dřívější díla byla ještě klasicistního rázu, některá pozdější díla (cca od 3. symfonie) bývají již označována za romantická a měla zásadní vliv na vývoj romantismu.

### Významní skladatelé z českých zemí
- Václav Jan Kopřiva (1708–1789)
- Christoph Willibald Gluck (1714-1787)
- Jan Václav Stamic (1717–1757)
- Jiří Antonín Benda (1722–1795)
- Jiří Ignác Linek (1725–1792)
- Florian Leopold Gassmann (1729-1774)
- František Xaver Dušek (1731–1799)
- František Xaver Brixi (1732–1771)
- Antonín Fils (1733–1757)
- Josef Mysliveček (1737–1781)
- Jan Evangelista Antonín Koželuh (1738–1814)
- Jan Křtitel Vaňhal (1739–1813)
- Václav Pichl (1741–1805)
- Josef Bárta (1744–1787)
- Jiří Družecký (1745–1819)
- Jan Nepomuk Vent (1745–1801)
- Jan Václav Stich-Punto (1746–1803)
- Leopold Koželuh (1747–1818)
- Jan Křtitel Krumpholtz (1747–1790)
- Josef Fiala (1748–1816)
- Antonín Kraft (1749–1820)
- František Antonín Rössler-Rosetti (cca 1750–1792)
- Jan Křtitel Kuchař (1751–1829)
- Václav Vincenc Mašek (1755–1831)
- Karel Blažej Kopřiva (1756–1785)
- Pavel Vranický (1756–1808)
- František Vincenc Kramář (1759–1831)
- Jan Ladislav Dusík (1760–1812)
- Antonín Vranický (1761–1820)
- Vojtěch Jírovec (1763–1850)
- Jakub Jan Ryba (1765–1815)
- Antonín Rejcha (1770–1836)
- Jan Nepomuk Augustin Vitásek (1770–1839)
- Josef Triebensee (1772–1846)
- Václav Jan Tomášek (1774–1850)
- Jan Václav Hugo Voříšek (1791–1825)